# Campeonato Mundial de Voleibol Feminino de 1962
O Campeonato Mundial de Voleibol Feminino de 1962 foi a quarta edição do torneio organizado pela Federação Internacional de Voleibol (FIVB). Foi realizado na União Soviética de 13 a 25 de outubro de 1962. As anfitriãs pela primeira vez não conquistaram o título, perdido para a seleção japonesa. A Polônia voltou ao pódio com a medalha de bronze.

## Times
| Grupo A - Áustria - Brasil - Polónia | Grupo B - Bulgária - Tchecoslováquia - Hungria | Grupo C - China - Alemanha Oriental - Japão - Coreia do Norte | Grupo D - União Soviética - Países Baixos - Roménia - Alemanha Ocidental |

## Classificação Final
| 1. Japão 2. União Soviética 3. Polónia 4. Bulgária 5. Roménia 6. Tchecoslováquia 7. Alemanha Oriental 8. Brasil 9. China 10. Coreia do Norte 11. Hungria 12. Países Baixos 13. Alemanha Ocidental 14. Áustria \| Campeonato Mundial de Voleibol Feminino de 1962 \| \| Campeão \| \| ----------------------------------------------- \| \| Japão 1º Título \| Elenco Yoko Aoki, Noriko Honda, Yuriko Honda, Sada Isobe, Masae Kasai, Mitsue Masuo, Katsumi Matsumura, Yoshiko Matsumura, Emiko Miyamoto, Yoko Shinozaki, Kuniko Tanida, e Teruko Yamada. |
| Campeonato Mundial de Voleibol Feminino de 1962 |
| Campeão |
| |
| Japão 1º Título |